# De la beauté
De la beauté (titre original : On Beauty) est un roman de l'écrivain britannique Zadie Smith paru en 2005. 

## Résumé
Le roman raconte l'évolution sentimentale, professionnelle et familiale de plusieurs personnages autour des luttes de pouvoir et des fréquentants d'une université américaine.